# Isla Grande (Italia)
La isla Grande (del italiano: Isola Grande) también conocida como isla larga es una isla situada en el territorio de Marsala, comuna italiana de la provincia de Trapani, en Sicilia.
Es la isla más grande del pequeño archipiélago de las islas del Gran Estanque de Marsala (isole dello Stagnone) que a veces se consideran a su vez parte, de las islas Egadas. Estaba formada por dos islotes rocosos, que se unieron para formar la isla larga, probablemente, unida para la ampliación de los depósitos de sal explotados por los fenicios.